# Mickey Mouse (krantenstrip)
De stripreeks Mickey Mouse is een Amerikaanse krantenstrip van Walt Disney naar het gelijknamige tekenfilmfiguurtje. De strip verscheen 65 jaar lang, van 13 januari 1930 tot 29 juli 1995, in kranten over de hele wereld. De strip werd onder het Amerikaanse systeem van syndicering verspreid door King Features Syndicate.

## Setting en karakters
De eerste strips van Mickey Mouse, in 1930 nog geschreven door Walt Disney en Ub Iwerks waren losjes gebaseerd op de korte tekenfilms Plane Crazy (1928) en Jungle Rhythm (1929). Ook Floyd Gottfredson, die de strip in hetzelfde jaar overnam, liet zich inspireren door de animatiestudio's van Disney.
De dagelijkse krantenstroken vormden één vervolgverhaal en de zondagse pagina's vormden een andere vervolgverhaal.
Belangrijke karakters zijn:
- Mickey Mouse
- Minnie Mouse
- Klarabella Koe
- Karel Paardepoot
- Pluto
- Goofy
- Boris Boef

In 1935 verschijnt Donald Duck voor het eerst in de strip.

## Geschiedenis
Het idee voor de strip Mickey Mouse kwam van King Features Syndicate. De directeur ervan had de tekenfilms van Disney gezien en was bijzonder onder de indruk. Disney schreef de eerste strip zelf. Deze werd getekend door zijn voornaamste animator Ub Iwerks. Toen Iwerks de studio verliet, nam Win Smith het over die de strips al eerder had geïnkt. Ook Smith verliet de Disney studio's, waarna het werk werd toevertrouwd aan de jonge inbetweener Floyd Gottfredson. Gottfredson zou meer dan 45 jaar de drijvende kracht blijven achter de strip. Hij maakte van Mickey een avonturier. In 1975 ging Gottfredson met pensioen en werd de strip overgedragen aan Román Arambula.  Arambula tekende de strip tot 1989.

## Publicaties
De krantenstrip van Mickey Mouse is regelmatig in stripboeken uitgegeven. Vanaf 2011 tot 2017 werd een 12-delige integrale uitgave van de Mickey Mouse krantenstrip door Floyd Gottfredson gepubliceerd door Fantagraphics Books.